# Говори до мене
«Говори́ до ме́не» (англ. Talk to Me) — австралійський надприродний фільм жахів 2022 року, знятий режисерами-дебютантами Денні та Майклом Філіппу за сценарієм Денні Філіппу і Білла Гінзмана, заснованому на концепції Дейлі Пірсона. Фільм розповідає про групу підлітків, які виявляють, що здатні контактувати з духами за допомогою таємничої муміфікованої руки. Гасло фільму: «Якщо ви з ними заговорите, вони дадуть відповідь» (англ. If you talk to them, they will answer). У головних ролях знялися переважно молоді актори: Софі Вайлд, Александра Дженсен, Джо Берд, Отіс Дханджі, Зої Теракіс, а також Міранда Отто.
Прем'єра фільму «Говори до мене» відбулася на кінофестивалі в Аделаїді 30 жовтня 2022 року, у широкий прокат в Австралії фільм випущений компаніями Maslow Entertainment, Umbrella Entertainment і Ahi Films 27 липня 2023 року.
Фільм отримав позитивні відгуки критиків, які високо оцінили його сценарій, режисуру, горор-сцени, спецефекти, звукове оформлення та акторську гру, особливо Вайльд та Берда. Фільм здобув касовий успіх, зібравши приблизно 91,9 мільйона доларів у всьому світі при бюджеті в 4,5 мільйона доларів, ставши найкасовішим фільмом жахів американського дистриб'ютора A24 і другим найкасовішим фільмом загалом. Наразі розробляється продовження.

## Сюжет
На людній домашній вечірці молодий чоловік на ім'я Дакетт завдає удару ножем своєму братові Коулу, а потім чинить самогубство, вдаривши себе.
Тим часом 17-річна Міа бореться з депресією, яка наздогнала її на другу річницю смерті матері Реї від передозування. Міа, її найкраща подруга Джейд та молодший брат Джейд Райлі пробираються на домашню вечірку, влаштовану Гейлі та Джоссом, де головною подією є ритуал із відрубаною забальзамованою рукою загадкового походження. Коли хтось тримає цю руку і каже: «Говори до мене», перед ними з'являється привид, якого інші не бачать; кажучи: «Дозволяю ввійти», людина дозволяє духу увійти у своє тіло і заволодіти розумом, а через 90 секунд Гейлі і Джосс руйнують заклинання, щоб не дати духам назавжди залишитися всередині живих людей.
Міа добровільно йде першою, і нею опановує дух, який загрозливо зосереджений на Райлі. Коли Райлі умовляє дозволити йому взяти участь в ритуалі, Джосс і Гейлі, як зазвичай, руйнують чари, але пройшло трохи більше 90 секунд, що докорінно змінює суть наступних подій.

## Акторський склад
- Софі Вайлд[en] — Мія
- Александра Дженсен[en] — Джейд
- Джо Берд — Райлі
- Отіс Дханджі — Деніел
- Міранда Отто — Сью
- Зої Теракіс[en] — Гейлі
- Кріс Алосіо — Джосс
- Маркус Джонсон — Макс
- Александрія Штеффенсен — Рея
- Санні Джонсон — Дакетт
- Арі Маккарті — Коул

## Виробництво
«Говори до мене» є спільним виробництвом Causeway Films, Bankside Films і Talk to Me Holdings. Режисери, брати-близнюки Денні та Майкл Філіппу, відомі своїми інтернет-проєктами під спільним псевдонімом RackaRacka, тісно співпрацювали з продюсером Самантою Дженнінгс, однією зі співзасновниць виробничої компанії Causeway Films, з якою познайомилися під час роботи над «Бабадуком» (2014).

## Випуск
Фільм «Говори до мене» був проданий численним міжнародним дистриб'юторам на Каннському кінофестивалі 2022 року. Його дебют відбувся під час попереднього перегляду на кінофестивалі в Аделаїді 30 жовтня 2022 року, у вечір закриття фестивалю.
Міжнародна прем'єра фільму відбулася на кінофестивалі «Санденс» у 2023 році, після чого за право прокату сперечалися кілька компаній, включаючи Universal Pictures. У підсумку, права на розповсюдження фільму в США викупила A24, в Австралії та Новій Зеландії — Maslow Entertainment, Umbrella Entertainment і Ahi Films.
Європейська прем'єра фільму відбулася на Берлінському міжнародному кінофестивалі, у США — на South by Southwest (SXSW), в Канаді — на Міжнародному кінофестивалі Fantasia.
Фільм вийшов у прокат в Австралії 27 липня 2023 року, наступного дня — в деяких інших країнах. Прокат в Україні — 17-30 серпня 2023 року.
Фільм «Говори до мене» (як і «Барбі») заборонили для прокату в Кувейті через участь у ньому трансгендерної акторки (Зої Теракіс), попри показ в інших консервативних країнах регіону Перської затоки.
На DVD та Blu-ray фільм вийшов 3 жовтня 2023 року в США та 25 жовтня — в Австралії.

## Сприйняття

### Касові збори
Станом на 27 жовтня 2023 року «Говори до мене» зібрав 48,3 мільйона доларів у Сполучених Штатах і Канаді та 42,2 мільйона доларів в інших країнах і територіях, що становить 90,5 мільйона доларів у всьому світі.

### Відгуки критиків
Більшість оглядачів високо оцінили фільм, звернувши особливу увагу на вражаючі спецефекти та сильні візуальні моменти фільму, зауважують, що часте відображення насилля ніколи не буває надто жорстоким, проте фільм наповнений «неперевершеним відчуттям страху». Крім того, відмічається, що фільм «значною мірою завдячує своїй потужності Софі Вайлд, яка постійно розвивається в головній ролі» та «чудовому Джо Берду».
На вебсайті агрегатора рецензій Rotten Tomatoes 95 % із 293 відгуків критиків є позитивними із середньою оцінкою 7,7/10 (станом на 27 березня 2024). Консенсус вебсайту говорить: «Із захопливою історією та вражаючими практичними ефектами „Говори до мене“ розкручує жахливу пряжу 21 століття, побудовану на класичних засадах». Metacritic, який використовує середньозважену оцінку, поставив фільму оцінку 76 зі 100 на основі 44 критиків, вказуючи на «загалом схвальні» рецензії. Глядачі, опитані CinemaScore, поставили фільму середню оцінку «B+» за шкалою від A+ до F.

### Нагороди
| Нагороди                                                        | Дата нагородження | Категорія                                | Нагороджені                             | Результат |
| --------------------------------------------------------------- | ----------------- | ---------------------------------------- | --------------------------------------- | --------- |
| Washington D.C. Area Film Critics Association Awards            | 10 грудня 2023    | Найкраще молодіжне виконання             | Джо Берд                                | Номінація |
| Las Vegas Film Critics Society                                  | 13 грудня 2023    | Найкращий фільм жахів/наукова фантастика | «Говори до мене»                        | Номінація |
| St. Louis Film Critics Association                              | 17 грудня 2023    | Найкращий фільм жахів                    | «Говори до мене»                        | Перемога  |
| San Diego Film Critics Society Awards                           | 19 грудня 2023    | Найкращий перший повнометражний фільм    | Денні та Майкл Філіппу                  | Номінація |
| San Diego Film Critics Society Awards                           | 19 грудня 2023    | Найкраще молодіжне виконання             | Джо Берд                                | Номінація |
| Phoenix Critics Circle Awards                                   | 23 грудня 2023    | Найкращий фільм жахів                    | «Говори до мене»                        | Перемога  |
| Astra Film and Creative Arts Awards                             | 6 січня 2024      | Найкращий фільм жахів                    | «Говори до мене»                        | Номінація |
| Golden Tomato Awards                                            | 10 січня 2024     | Найкращий міжнародний фільм 2023 року    | «Говори до мене»                        | Перемога  |
| Austin Film Critics Association Awards                          | 10 січня 2024     | Найкращий перший фільм                   | Денні та Майкл Філіппу                  | Номінація |
| Denver Film Critics Society                                     | 12 січня 2024     | Найкраща фантастика/жахи                 | «Говори до мене»                        | Номінація |
| Critics Choice Super Awards                                     | 14 січня 2024     | Найкращий фільм жахів                    | «Говори до мене»                        | Номінація |
| Critics Choice Super Awards                                     | 14 січня 2024     | Найкраща акторка фільму жахів            | Софі Вайлд                              | Номінація |
| Black Reel Awards                                               | 16 січня 2024     | Видатна акторка головної ролі            | Софі Вайлд                              | Номінація |
| Golden Scythe Horror Awards                                     | 27 січня 2024     | Найкращий фільм                          | «Говори до мене»                        | Перемога  |
| Golden Scythe Horror Awards                                     | 27 січня 2024     | Найкраща актриса в головній ролі         | Софі Вайлд                              | Перемога  |
| Golden Scythe Horror Awards                                     | 27 січня 2024     | Найкращий актор другого плану            | Джо Берд                                | Номінація |
| Saturn Awards                                                   | 4 лютого 2024     | Найкращий фільм жахів                    | «Говори до мене»                        | Перемога  |
| Saturn Awards                                                   | 4 лютого 2024     | Найкраща режисура                        | Денні та Майкл Філіппу                  | Номінація |
| Saturn Awards                                                   | 4 лютого 2024     | Найкраща актриса другого плану у фільмі  | Софі Вайлд                              | Номінація |
| Australian Academy of Cinema and Television Arts (AACTA) Awards | 10 лютого 2024    | Найкращий фільм                          | Саманта Дженнінгс, Крістіна Цейтон      | Перемога  |
| Australian Academy of Cinema and Television Arts (AACTA) Awards | 10 лютого 2024    | Найкраща режисура                        | Денні та Майкл Філіппу                  | Перемога  |
| Australian Academy of Cinema and Television Arts (AACTA) Awards | 10 лютого 2024    | Найкращий сценарій у фільмі              | Денні Філіппу та Білл Гінзман           | Перемога  |
| Australian Academy of Cinema and Television Arts (AACTA) Awards | 10 лютого 2024    | Найкраща головна жіноча роль             | Софі Вайлд                              | Перемога  |
| Australian Academy of Cinema and Television Arts (AACTA) Awards | 10 лютого 2024    | Найкращий актор другого плану            | Зої Теракіс                             | Номінація |
| Australian Academy of Cinema and Television Arts (AACTA) Awards | 10 лютого 2024    | Найкраща актриса другого плану           | Алекс Дженсен                           | Номінація |
| Australian Academy of Cinema and Television Arts (AACTA) Awards | 10 лютого 2024    | Найкраща операторська робота             | Аарон Макліскі                          | Номінація |
| Australian Academy of Cinema and Television Arts (AACTA) Awards | 10 лютого 2024    | Найкращий монтаж                         | Джефф Лемб                              | Перемога  |
| Australian Academy of Cinema and Television Arts (AACTA) Awards | 10 лютого 2024    | Найкраща оригінальна музика              | Корнель Вільчек                         | Перемога  |
| Australian Academy of Cinema and Television Arts (AACTA) Awards | 10 лютого 2024    | Найкращий звук                           | Емма Бортіньон, Піт Сміт, Нік Стіл      | Перемога  |
| Australian Academy of Cinema and Television Arts (AACTA) Awards | 10 лютого 2024    | Найкраща зачіска та макіяж               | Ребекка Буратто, Пол Катте, Нік Ніколау | Перемога  |
| Golden Schmoes Awards                                           | 8 березня 2024    | Найкращий фільм жахів                    | «Говори до мене»                        | Перемога  |
| Golden Schmoes Awards                                           | 8 березня 2024    | Найкраще виконання                       | Софі Вайлд                              | Номінація |
| Golden Schmoes Awards                                           | 8 березня 2024    | Найбільша несподіванка                   | «Говори до мене»                        | Номінація |
| ReFrame Stamp                                                   |                   | Найбільш гендерно збалансований проєкт   | «Говори до мене»                        | Перемога  |

## Майбутні проєкти

### Приквел
У серпні 2023 року Денні та Майкл Філіппу розповіли, що вже завершили основні зйомки приквела, в якому досліджують передісторію Дакетта, яка веде до вступу персонажа в оригінальний фільм. У ролі Дакетта виступає Санні Джонсон. Фільм знятий у стилі оповідання «екранного життя» через мобільні телефони та соціальні мережі. Пізніше того ж місяця творці фільму показали, що фрагменти проєкту були оприлюднені шляхом анонімного завантаження в інтернет як засіб маркетингу для «Говори до мене», проте вони видалені з інтернету через скарги та занепокоєння щодо їхнього змісту. Проєкт планують офіційно випустити в майбутньому.

### Сиквел
У серпні 2023 року брати Філіппу підтвердили плани щодо розробки продовження, заявивши, що сценарій уже написаний. Пізніше того ж місяця A24 оголосила, що розробляється продовження під назвою Talk 2 Me (вимовляється, як і назва першого фільму, але прийменник to стилізований під цифру 2); тоді ж студія випустила офіційний логотип сиквелу. Денні та Майкл Філіппу повернуться як співрежисери.